# Česká RAPublika
Česká RAPublika je český film natočený jako hudební deska o deseti skladbách. V současné době je k dispozici na DVD, kde je i pár bonusů. Film natočil Pavel Abrahám, který se také podílel na scénáři. Film rozděluje společnost na dvě poloviny – jedné se líbí, druhá ho nemusí. Je to zajímavý film o raperech na pódiu, ale také hlavně mimo něj. Je to první film, který se zabývá tematikou českého rapu.

## Děj
Film začíná krátkým videem o historii rapu ve světě. Poté film pokračuje focením raperů na plakát na koncert do Roxy, který pak nechávají ohodnotit chodci na ulici. Rapeři pak nechají ohodnotit rap posluchači Rádia Expres. Orion se pak zastaví v základní škole za bývalou paní učitelkou. James Cole a Hugo Toxxx se pohádají s matrikářkou kvůli změně jména. S učitelkou lingvistiky pak rapeři proberou například nejpoužívanější slova v textech. S Českým triem se pobaví o hudbě. Hlavní trojice pak vlakem navštíví Karvinou, kde navštíví ghetto. V Hudlicích navštíví muzeum Josefa Jungmanna a nakonec filmu poobědvají s Hanou Hegerovou, se kterou pak nakonec zazpívají hymnu filmu. Vše je promícháno se záběry z koncertu v Roxy.